# Expos de Montréal
Les Expos de Montréal ont été une franchise de baseball de la Ligue majeure de baseball (LMB) de 1969 à 2004 ayant pour domicile la ville de Montréal, au Québec, Canada.
Les Expos ont été la première franchise de la LMB hors des États-Unis. La franchise fait ses débuts au stade Jarry de Montréal en 1969 avant de déménager au nord-est du centre-ville de la métropole en 1977, soit au Stade olympique de Montréal. La franchise a déménagé à Washington, D.C., en 2005, où elle est devenue les Nationals de Washington.

## Palmarès
- Championnat de division : 1981, 1994 (non officiel dû à la grève des joueurs déclenchée en août).
- Titre de meilleur deuxième (0) : aucun
- Championnat de la Ligue nationale (1) : 1994
- Série mondiale (0) : aucun

## Fondation de l'équipe

### L'expansion de la Ligue nationale
La Ligue nationale de baseball fut une ligue à huit équipes pendant plus de six décennies. Après avoir été témoins au début des années 1960 de l'organisation (finalement avortée par manque de moyens financiers) d'une nouvelle ligue professionnelle de baseball, la Continental League, qui menaçait de lui faire compétition, la Ligue nationale décide de procéder à une expansion afin d'élargir ses rangs et installer des franchises dans des villes américaines qui auraient pu se joindre à un éventuel nouveau circuit. C'est ainsi qu'apparaissent en 1962 les Mets de New York et les Colts 45s de Houston (qui changèrent par la suite de nom pour Astros). De son côté, la Ligue américaine de baseball ajoute les Angels de Los Angeles et les Senators de Washington (en remplacement des Senators historiques qui venaient alors de déménager au Minnesota pour devenir les Twins), qui déménageront en 1972 à Dallas pour devenir les Rangers du Texas. En 1967, la Ligue américaine de baseball décide d'ajouter deux autres clubs : les Royals de Kansas City et les Pilots de Seattle, dont l'entrée sur les terrains est prévue pour 1969.
La Ligue nationale décide donc à son tour d'ajouter deux équipes, pour faire passer son nombre de franchises de dix à douze. Cinq villes sont sur les rangs pour les deux franchises disponibles : Buffalo, Dallas, San Diego, Montréal et Milwaukee (qui vit ses Braves quitter pour Atlanta après la saison 1965). Du lot, la candidature de la ville californienne de San Diego semble la plus solide, et la Ligue nationale annoncera effectivement l'avènement des Padres. La candidature de Montréal sort de l'ordinaire car jamais une ville située au Canada n'a fait partie de la MLB.
En 1967, le maire de Montréal, Jean Drapeau, mandate le vice-président du Conseil exécutif de sa ville, Gerry Snyder, pour faire les démarches afin d'obtenir pour Montréal une franchise de baseball majeur. Montréal est à cette époque une ville en pleine expansion. Sa population a franchi le cap des 2 millions d'habitants et la métropole vient d'enregistrer un important succès populaire avec la tenue de l'Exposition universelle de 1967. Cet événement a de plus amené l'ouverture du métro de Montréal et l'inauguration de l'Île Notre-Dame. La Place des Arts ouvrit ses portes à la même époque. De plus, Montréal est sur les rangs pour l'obtention des Jeux olympiques d'été de 1976, qu'elle obtiendra dans les années suivantes. Enfin, la ville de Montréal abrite une population supérieure à onze des vingt villes possédant déjà une franchise des majeures, et compte le plus grand nombre d'habitants parmi les cinq villes candidates.
Le lundi 27 mai 1968, le président de la Ligue nationale de baseball, Warren Giles, annonce aux médias rassemblés à l'Hôtel Excelsior de Chicago, Illinois, que deux franchises joindront les rangs de la Ligue nationale au printemps 1969, et que ces deux franchises seront localisées à San Diego et à Montréal.

### La question du stade
Lorsque Montréal postule pour l'obtention d'une franchise des Ligues majeures en 1967, la ville ne possède alors aucun stade de baseball adéquat pour accueillir une équipe professionnelle de ce calibre. Le vieux Stade Delorimier, domicile des défunts Royaux de Montréal, un club de baseball mineur, est inutilisé et en décrépitude; il sera finalement démoli en 1969. L'Autostade, où évoluent les Alouettes de la Ligue canadienne de football, semble le lieu le plus approprié pour héberger un club de baseball majeur, bien que l'endroit ait été conçu pour le football et que le nombre d'estrades soit à ce moment insuffisant pour recevoir un nombre adéquat de spectateurs. Pour Drapeau, il est hors de question de construire un stade avant d'avoir l'assurance que Montréal ait une franchise, processus peu usité à l'époque et impensable de nos jours, où une ville n'ayant pas d'enceinte ne saurait postuler pour une équipe.
Le maire Drapeau propose de modifier la configuration de l'Autostade pour en faire un stade approprié pour des matchs de baseball, d'augmenter le nombre de places de 25 000 à 37 500. Surtout, il s'engage à faire construire un stade de baseball doté d'un toit amovible qui serait prêt à temps pour la saison 1972.
Ce sera finalement le Stade Jarry qui accueillera l'équipe en 1969, en attendant la construction du Stade olympique de Montréal.

### Première équipe de direction
- Propriétaire : Charles Bronfman
- Président : John McHale
- Directeur-gérant : Jim Fanning
- Gérant : Gene Mauch

### Nom, logo et uniformes

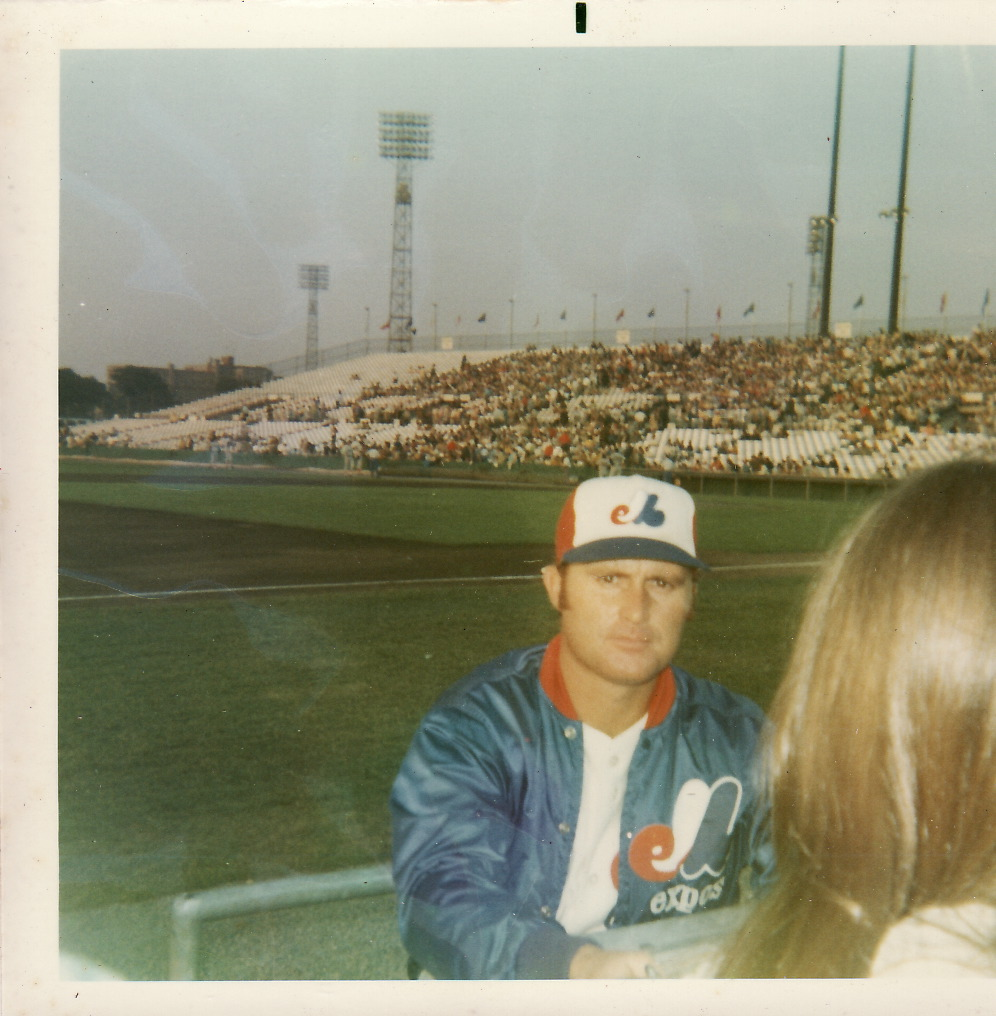
Ron Fairly porte en 1969 la fameuse casquette tricolore des Expos de Montréal.

Le 5 septembre 1968, le nom de la franchise montréalaise est annoncé au public.
Le 14 janvier 1969 sont officiellement dévoilés le logo, les couleurs et les casquettes de la future équipe.
Le logo de l'équipe consiste un monogramme qui représente un « M » stylisé pour « Montréal », composé d'un « e » en rouge flanqué d’une barre blanche pour former un « d » et d’un « b » en bleu pour « équipe de baseball » Le logo est légèrement modifié en 1992, alors que le « m » original est intégré à un dessin de balle de baseball entourée d'un cercle rouge et bleu. Les uniformes ont été légèrement modernisés au fil des ans mais sont sensiblement demeurés les mêmes (blanc pour les matchs à domiciles et bleu pâle à l'étranger) jusqu'en 1992. À partir de cette saison, l'uniforme à domicile est blanc avec de minces lignes verticales bleues et le mot Expos apparaît sur la chemise, au lieu du logo original comme par le passé. Pour les matchs à l'extérieur, les joueurs endossent un uniforme de couleur grise où le mot « Montréal » remplace « Expos » sur la chemise, l'accent sur le « e » du nom de la ville étant représenté par une fleur de lys, emblème du Québec. C'est également en 1992 qu'est abandonnée la fameuse casquette tricolore, remplacée par une bleue. Dans les années 2000, on a également vu apparaître à l'occasion, comme casquette « alternative » pour certains matchs, une casquette rouge arborant l'insigne des Expos.
Les Expos de Montréal doivent leur nom à l'Exposition universelle de Montréal (Terre des Hommes), tenue en 1967. Leurs couleurs d'équipe furent le bleu, le blanc et le rouge, rappelant ainsi les origines françaises de la ville de Montréal[Information douteuse].

## Histoire

### Les débuts au Parc Jarry (1969)

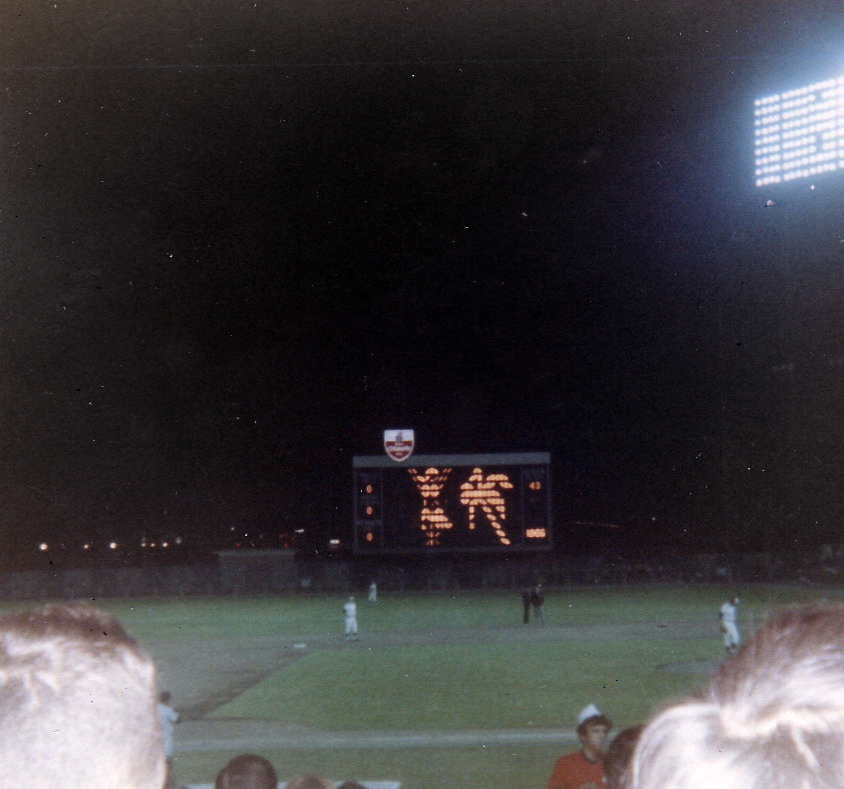
Un match des Expos en 1969 au Stade du parc Jarry.

Les Expos ont joué leur premier match le 8 avril 1969, contre les Mets, au Shea Stadium à New York. Les Expos ont remporté la victoire au compte de 11 à 10. Le lanceur Dan McGinn a eu l'honneur de frapper le premier circuit de l'histoire des Expos.
Le 14 avril 1969, les Expos ont inauguré leur saison locale au Parc Jarry contre les Cardinals de Saint-Louis, et cette partie était historique en soi puisque c'était la première partie des Ligues majeures de Baseball à être disputée à l'extérieur des États-Unis. Les Expos ont également remporté cette rencontre au compte de 8 à 7 devant 29 184 spectateurs. Le voltigeur Mack Jones a été le héros du match avec 1 circuit, 1 triple, 3 points produits et deux attrapés spectaculaires.
Trois jours plus tard, le lanceur Bill Stoneman a lancé le premier match sans point ni coup sûr de l'histoire des Expos contre les Phillies à Philadelphie. Après des débuts prometteurs, l'équipe a connu par la suite plusieurs moments difficiles notamment une série de 20 défaites consécutives. Malgré les déboires, les partisans de Montréal ont adopté plusieurs joueurs de la formation des tout débuts, dont la vedette Rusty Staub surnommé le Grand Orange, Coco Laboy, Bob Bailey, John Bateman, Ron Fairly, Steve Renko, Mack Jones, John Boccabella et le lanceur québécois Claude Raymond, acquis des Braves d'Atlanta au mois d'août. À la conclusion de la saison, les Expos ont remporté 52 victoires et subi 110 défaites.

### L'ère Gene Mauch (1970-1975)

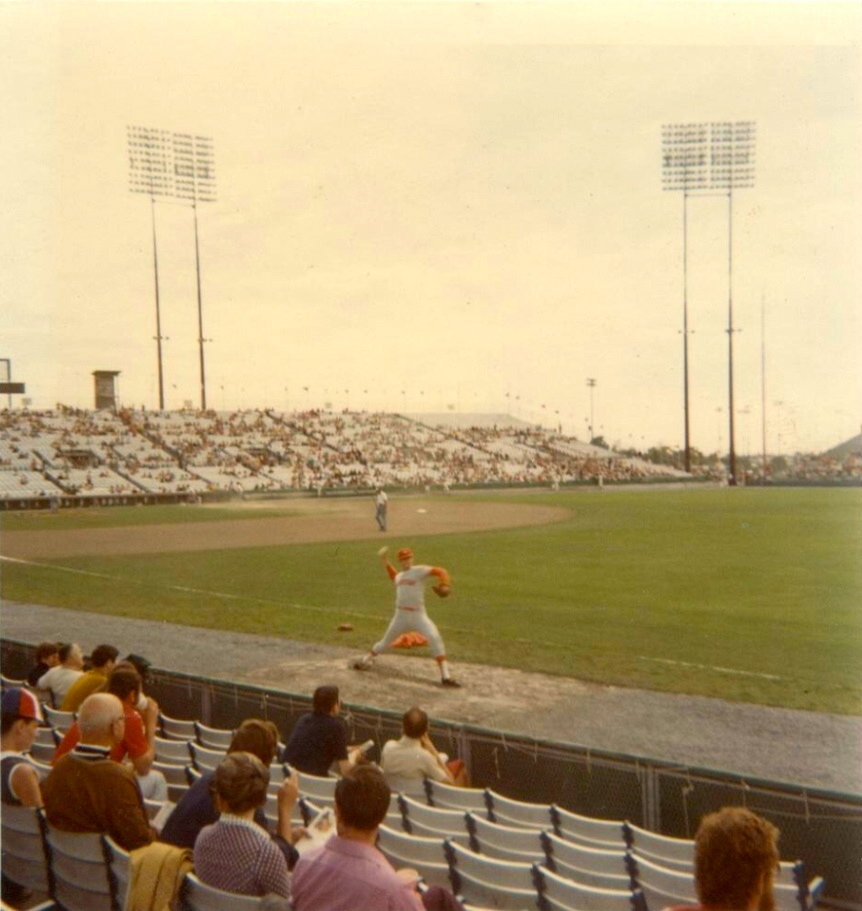
Ken Forsch, des Astros de Houston, lance sur les lignes de côté au Stade du parc Jarry avant un match contre les Expos le 30 juillet 1971.

En 1970, le gérant Gene Mauch a mené le club à une saison de 73 victoires, ce qui a permis d'attendre l'objectif prévu de 70 victoires en 70. Le lanceur de relève québécois Claude Raymond a connu une excellente saison en protégeant 23 victoires.
En 1971, le deuxième but Ron Hunt a établi un record en étant atteint 51 fois par les lanceurs de la Ligue Nationale de Baseball.
Avant le début de la saison 1972, les Expos ont échangé leur première grande vedette, Rusty Staub, aux Mets de New York en retour de Tim Foli, Ken Singleton et Mike Jorgensen. Le 2 octobre 1972, le lanceur Bill Stoneman a lancé son 2e match sans point ni coup sûr au Parc Jarry contre les Mets de New York.
En 1973, les Expos ont participé contre toute attente à leur première course au championnat mais ils ont terminé la saison à trois parties et demie des champions de la section, les Mets de New York. Malgré une excellente saison, le lanceur de relève Mike Marshall a été échangé à la fin de la saison aux Dodgers de Los Angeles contre le voltigeur Willie Davis.
À la suite de la saison 1974, les Expos ont réalisé le pire échange de leur histoire en cédant le voltigeur Ken Singleton et le lanceur Mike Torres aux Orioles de Baltimore contre le lanceur Dave McNally et le voltigeur Rich Coggins. Pendant que Singleton et Torres ont joué à leur hauteur de leur talent dans les années subséquentes, McNally a pris sa retraite dès le mois de juin 1975 et Coggins a dû aussi terminer sa carrière à cause de blessures ce qui fait que les Expos se sont retrouvés les mains vides avec cette transaction et cela a fait en sorte de retarder la progression du club de quelques années.
Au début de la saison 1975, les Expos ont entamé ce qu'ils ont appelé la phase 2, c'est-à-dire de construire l'équipe avec des joueurs issus des filiales plutôt qu'avec des vétérans rejetés des autres équipes comme dans les premières années. Cette phase a permis d'intégrer dans l'équipe des joueurs prometteurs comme Gary Carter, Larry Parrish et Barry Foote. Toutefois, les résultats ont tardé à venir et à la suite d'une autre saison décevante en 1975, le gérant Gene Mauch a été remercié de ses services.

### Le départ du Parc Jarry et l'arrivée au Stade olympique (1976-1978)
Les Expos ont continué leur virage jeunesse en 1976 avec un nouveau gérant, Karl Kuehl. Malheureusement, la transition a été difficile et l'équipe a connu une saison de 107 défaites. La gérance du club par Kuehl a été souvent contestée par ses joueurs (notamment Tim Foli) et il a été congédié avant la fin de la saison. C'est le directeur-gérant Charlie Fox qui a terminé la saison comme gérant. La saison de misère des Expos est presque passé inaperçue à cause de la tenue des Jeux olympiques de Montréal en juillet 1976. Le club n'a attiré que 646 704 spectateurs à sa dernière saison au Parc Jarry.
En 1977, les Expos ont élu domicile au Stade olympique de Montréal avec un nouveau gérant, Dick Williams et l'arrivée de nouveaux joueurs d'expérience, Dave Cash et Tony Perez. Le match d'ouverture dans le nouveau stade a attiré plus de 57 000 spectateurs le vendredi 15 avril 1977. Les Expos se sont toutefois inclinés 7 à 2 contre les Phillies de Philadelphie. Le voltigeur Ellis Valentine a eu l'honneur de frapper le premier circuit dans l'histoire du Stade olympique. À la fin de la saison, les Expos ont remporté 20 victoires de plus qu'en 1976 et de beaux jours pointaient à l'horizon.
En 1978, le lanceur Ross Grimsley est devenu le seul lanceur de l'histoire de la concession à connaître une saison de 20 victoires. Toutefois, le club n'a remporté qu'une victoire de plus que la saison précédente et malgré son grand potentiel, la 10e saison des Expos de Montréal s'est avérée une déception.

### Les courses au championnat et le premier titre (1979-1981)
C'est alors que s'amorcent les plus belles années de la franchise. En effet, de 1979 à 1983, plus de 2 millions de spectateurs ont franchi les tourniquets du stade (sauf en 1981, en raison de la grève des joueurs). Chaque année, l'équipe a lutté pour le championnat, avec un noyau de joueurs étoiles comme Gary Carter, Andre Dawson, Steve Rogers, Tim Raines, Larry Parrish, Warren Cromartie, Ellis Valentine, Woodie Fryman, Bill Lee, Jeff Reardon, Chris Speier, Rodney Scott, Bill Gullickson, et plusieurs autres.
En 1979, l'équipe atteignit un sommet, avec 95 victoires, mais manqua de souffle en fin de saison en terminant à deux parties des Pirates de Pittsburgh. Le fait d'avoir disputé 8 programmes doubles en septembre et d'avoir perdu 5 des 6 parties contre ces mêmes Pirates dans le dernier droit a coûté le championnat aux Expos. Le club a réussi à attirer plus de 2 millions de spectateurs pour la première fois de son histoire. De plus, un des faits marquants de la saison fut le retour de la première vedette de la concession, Rusty Staub. Il fut ovationné à tout rompre par 59 260 spectateurs lors de son retour à Montréal le 27 juillet 1979.
En 1980, un coup de circuit dramatique de Mike Schmidt, à la 12e manche de la 161e partie du calendrier régulier, permit aux Phillies de Philadelphie de devancer les Expos au premier rang. Contrairement à la saison précédente, les blessures à des joueurs clés (Ellis Valentine, Bill Lee, David Palmer, Larry Parrish et Ron LeFlore à la fin de la saison) et un voyage difficile en Californie au début du mois de septembre ont grandement affecté les chances des Expos de remporter leur premier championnat. Un des hauts faits d'armes de la saison fut les 97 buts volés de Ron LeFlore.
Pour l'année 1981, tous les espoirs étaient permis et l'arrivée de la recrue Tim Raines a permis de remplacer la vitesse de Ron LeFlore dans la formation. Le 10 mai 1981, le lanceur Charlie Lea a lancé un match sans point ni coup sûr dans le 2e match d'un programme double contre les Giants de San Francisco au Stade olympique de Montréal. Toutefois, une grève des joueurs sera déclenchée entre le 12 juin et le 31 juillet 1981. Cette grève a fait en sorte de diviser la saison en deux et de recommencer une nouvelle moitié de saison. Le 8 septembre 1981, le gérant Dick Williams est congédié et il est remplacé par Jim Fanning. Ce changement de gérant donne un nouvel élan aux Expos et le 3 octobre 1981, Les Expos ont remporté le championnat de la 2e moitié de saison grâce à un gain de 5-4 contre les Mets au Shea Stadium de New York.
Cette conquête leur valut le droit d'affronter les champions de la première moitié de saison, les Phillies de Philadelphie, dans Série de divisions 3 de 5 qui devait déterminer les véritables champions de la division est de la Ligue Nationale de 1981. Les Expos ont remporté les deux premiers matches à Montréal par un pointage identique de 3 à 1. Toutefois, ils ont perdu les deux parties suivantes, à Philadelphie. Au 5e et décisif match à Philadelphie, Steve Rogers a battu son rival Steve Carlton en lançant un match complet et les Expos ont triomphé par un pointage de 3 à 0, remportant ainsi le premier (et unique) championnat de division de leur histoire.
La Série de championnat 1981 a mis aux prises les Expos et les Dodgers de Los Angeles. La série a commencé en Californie et les Dodgers ont remporté la première partie au compte de 5 à 1. Alors que tout le monde s'attendait à un autre triomphe des Dodgers au 2e match, grâce à la présence du superbe lanceur Fernando Valenzuela, l'on assista plutôt à une performance exceptionnelle du lanceur Ray Burris, qui a vaincu les Dodgers par jeu blanc au compte de 3 à 0. De retour à Montréal pour le 3e match, le pointage était de 1-1 en fin de 6e manche quand le voltigeur de droite Jerry White souleva toute la foule du Stade olympique par un retentissant circuit de 3 points contre le lanceur des Dodgers Jerry Reuss. Steve Rogers lança un match complet et les Expos n'étaient qu'à un seul gain de la Série mondiale de baseball grâce à une victoire de 4-1. Malheureusement, les Expos ont perdu le 4e match par un pointage de 7 à 1, ce qui rendit nécessaire la tenue d'un 5e match, deux jours plus tard, le lundi 19 octobre 1981 (la partie devait être présentée le dimanche, mais fut reportée à cause de la pluie). Ce fut le théâtre d'un nouveau duel entre Ray Burris et Fernando Valenzuela. Les deux lanceurs ont très bien performé et, au début de la 9e manche, le pointage était de 1 à 1. C'est alors que le gérant des Expos Jim Fanning a pris une décision controversée en amenant en relève le lanceur partant Steve Rogers. Après deux retraits, il a accordé un long circuit au frappeur des Dodgers Rick Monday avec un compte de 3 balles et une prise. Les Expos, n'ayant pu remonter la pente à la fin de la 9e manche, durent s'incliner par un pointage de 2 à 1 contre les Dodgers et virent s'évanouir leur rêve d'accéder à la Série Mondiale.

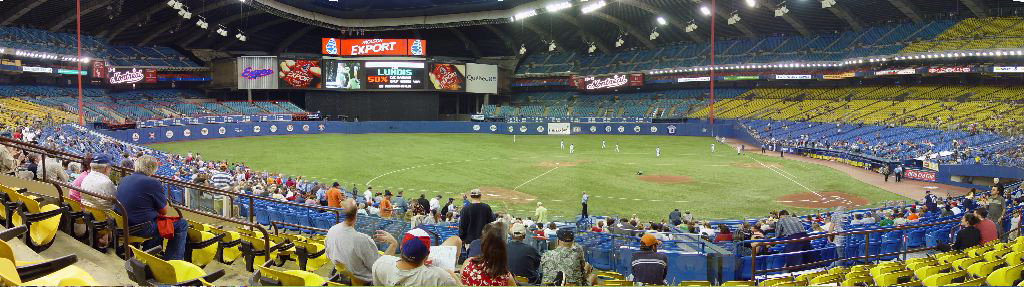
Le Stade olympique de Montréal, domicile des Expos pendant 27 saisons.

### Les déceptions et l'échange de Gary Carter (1982-1984)
En 1982, les Expos avaient bon espoir de répéter leur exploit de 1981 mais des blessures à des joueurs-clés et l'absence de Tim Raines au milieu de la saison pour des problèmes de drogue ont fait en sorte que les Expos n'ont pas été en mesure de remporter le championnat à nouveau. Le 13 juillet 1982, le premier match des étoiles disputé à l'extérieur des États-Unis a eu lieu au Stade olympique de Montréal. Les Expos étaient bien représentés avec 5 joueurs, soit Gary Carter, Andre Dawson, Tim Raines, Al Oliver et le partant Steve Rogers.
En 1983, les Expos ont attiré 2 320 651 spectateurs au Stade olympique, le record absolu de la concession. Malgré une masse salariale très élevée et la présence de joueurs vedettes, les Expos n'ont pu remporter que 82 victoires et ils ont fini en 3e position à 8 parties de la tête.
Au début de la saison 1984, les Expos ont cru réaliser un bon coup en embauchant le célèbre Pete Rose. Ce coup n'a pas eu les effets escomptés et l'équipe a terminé avec une fiche inférieure à .500 pour la première fois depuis 1978 et l'assistance au Stade Olympique a même chuté de près 714 000 spectateurs.
Le 10 décembre 1984, les Expos ont échangé leur receveur vedette Gary Carter aux Mets de New York, contre 4 joueurs soit Hubie Brooks, Mike Fitzgerald, Herm Winningham et Floyd Youmans. Plusieurs sont d'avis que cette transaction marqua le début de la fin pour les Expos. En effet, c'était la première transaction provoquée par des considérations économiques, le contrat de Gary Carter pesant trop lourd dans la balance.

### Les années de transition (1985-1989)

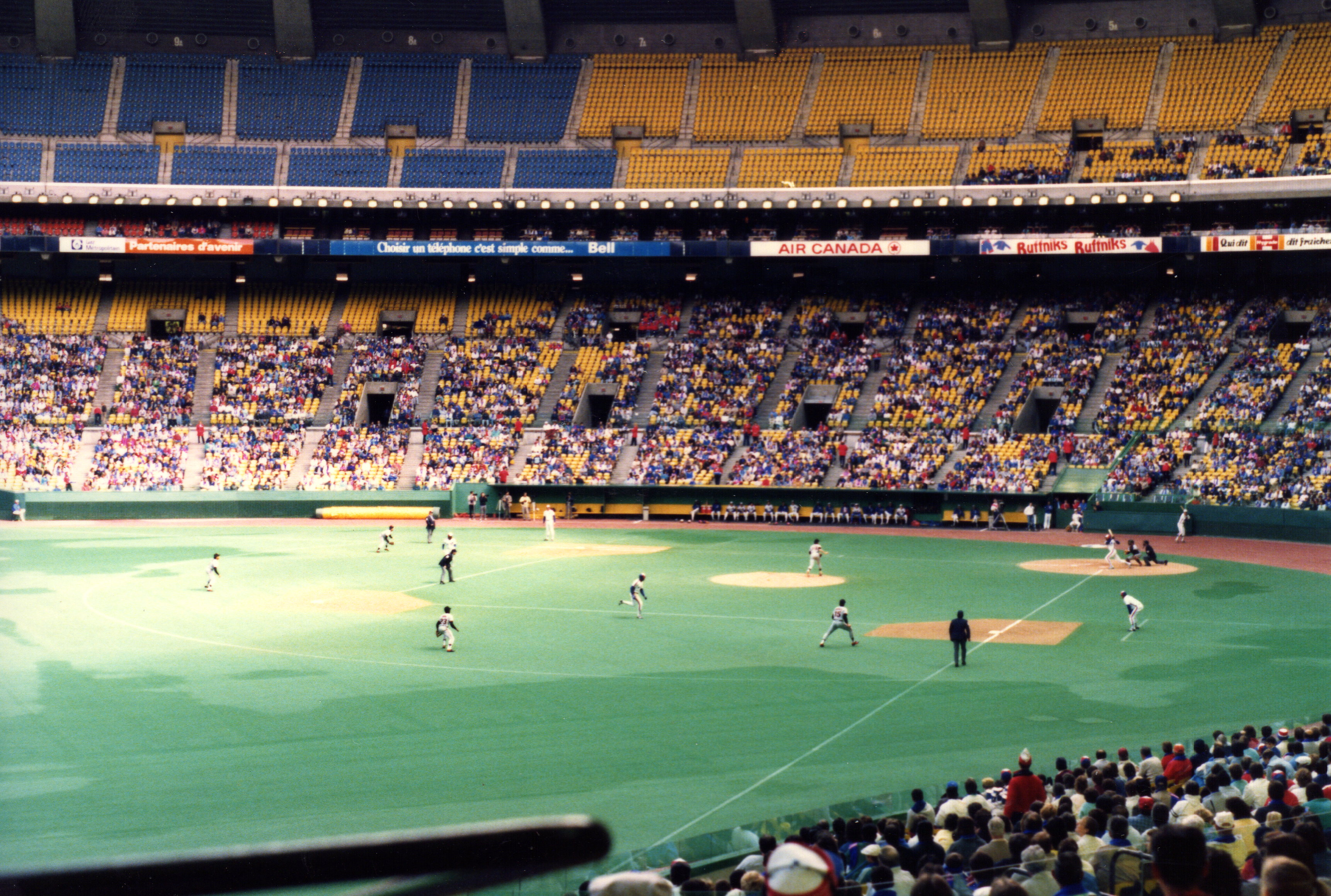
Un match des Expos en 1986 au Stade olympique.

De 1985 à 1989 sous la gouverne du gérant Buck Rodgers, les Expos ont été compétitifs à chaque année grâce à l'apport de joueurs comme Tim Raines, Tim Wallach, Hubie Brooks, Andrés Galarraga, Jeff Reardon, Bryn Smith, Dennis Martínez, Pascual Perez et Tim Burke.
L'équipe a connu un nouvel élan en 1985 et elle a été dans la course au championnat jusqu'au milieu du mois d'août. Toutefois, un désastreux séjour à domicile contre les équipes de la Californie a sorti l'équipe de la course.
La saison suivante, l'équipe a tenté de rejoindre les puissants Mets de New York au sommet du classement de la division mais des blessures majeures à Hubie Brooks et Mike Fitzgerald dans le match du 1er août 1986 ont saboté tous les espoirs des Expos de rattraper les Mets. Malgré une fin de saison décevante, le voltigeur Tim Raines a remporté le championnat des frappeurs de la Ligue Nationale de baseball avec une moyenne au bâton de .334.
En 1987, l'équipe a surpris tous les experts en remportant 91 victoires et en terminant à 4 parties des meneurs, les Cardinals de Saint-Louis. Cette équipe a surpris avec l’émergence de joueurs laissés pour compte comme Casey Candaele, Mitch Webster, Vance Law, Pascual Perez et Dennis Martinez et aussi par la meilleure saison du joueur de 3e but, Tim Wallach, qui a frappé 26 circuits et produit 123 points.
Les Expos a célébré leur 20e anniversaire en 1988 avec de très grands espoirs à la suite de l'éclatante saison 1987. Malgré l'arrivée du nouveau directeur-gérant Dave Dombrowski en juillet, l'équipe n'a pas été en mesure de répéter les exploits de la saison précédente et a terminé la saison avec une fiche de .500 (81 victoires et 81 défaites).
En mai 1989, les Expos ont tenté un grand coup avec l'acquisition du lanceur étoile gaucher Mark Langston des Mariners de Seattle en retour de trois jeunes lanceurs prometteurs, dont Randy Johnson. L'arrivée de Langston a permis de solidifier une rotation de partants comptant déjà Dennis Martinez, Pascual Perez, Bryn Smith et Kevin Gross. L'équipe a même occupé seul le premier rang de la division est du 26 juin au 6 août mais des balayages subis à New York et Chicago au début du mois d'août a fait reculer l'équipe dans le classement. Les Expos n'ont jamais pu reprendre leur élan dans les deux derniers mois de la saison et l'équipe a dû se contenter de la 4e position à la fin de la saison.

### La fin de l'ère Bronfman et la vente du club (1990-1991)
La déception de l'année 1989 a été dure à avaler pour le propriétaire Charles Bronfman et au début de l'année 1990, il a annoncé son intention de vendre le club. Ne trouvant aucun investisseur au Québec prêt à prendre le contrôle du club, le président Claude Brochu s'est associé à Jacques Ménard de Burns Fry pour trouver des personnes prêts à investir pour l'achat du club afin que l'équipe reste à Montréal. Après plusieurs mois d'efforts, un consortium a été constitué et la vente du club de Bronfman à ce consortium a été approuvée par la Ligue majeure de Baseball en juin 1991.
L'année 1991 a été très difficile pour le club. Le 25 juin, une déchirure de la toile couvrant le toit du Stade olympique força le club à disputer ses parties locales à ciel ouvert pour la première fois depuis 1986. Le 13 septembre 1991, une poutre s'est effondrée du Stade olympique de Montréal ce qui a forcé l'équipe à jouer ses 13 derniers locaux sur la route. L'équipe a connu une saison de 91 défaites et l'assistance locale a été sous la barre du million pour la première fois depuis 1976. Un des seuls évènements positifs de cette saison fut la partie parfaite lancée par Dennis Martinez le 28 juillet à Los Angeles.

### Les bonnes années et la grève de 1994 (1992-1994)

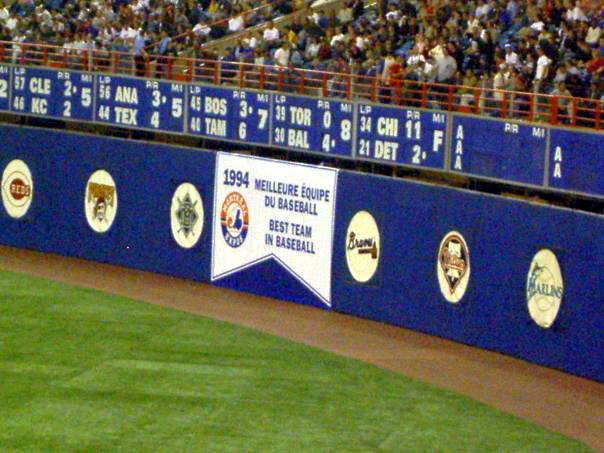
Au Stade olympique, une bannière commémore la saison 1994 des Expos.

Le club aspira à nouveau aux grands honneurs en 1992 grâce au recrutement efficace des années précédentes. En effet, des joueurs comme Larry Walker, Marquis Grissom, Moises Alou, John Wetteland, Mel Rojas, Ken Hill, Jeff Fassero, Darrin Fletcher, Wilfredo Cordero, Delino DeShields représentaient la force de l'équipe. Le 22 mai 1992, un point tournant dans l'histoire de la concession est survenu à la suite du congédiement du gérant Tom Runnells et à la nomination de Felipe Alou au même poste. Par la suite, l'équipe a continué sur sa lancée et elle a donné une chaude lutte aux Pirates de Pittsburgh pour l'obtention du premier rang. Le dernier match de la saison locale le 27 septembre 1992 restera à jamais gravé dans la mémoire des partisans des Expos. En effet, Gary Carter, rapatrié par le club au début de la saison, a frappé son dernier coup sûr (un double) pour donner la victoire au compte de 1-0 contre les Cubs de Chicago. Les partisans ont réservé une longue ovation à Carter à la suite de ce coup d'éclat.
En 1993, l'équipe a connu sa meilleure saison depuis 1979 en remportant 94 victoires. La série disputée au Stade olympique de Montréal contre les Phillies de Philadelphie au mois de septembre a été le point culminant de la saison. En novembre 1993, le directeur-général Dan Duquette a procédé à une transaction d'abord controversée mais qui s'avérera une des meilleures de l'histoire de la concession, soit en échangeant Delino Deshields aux Dodgers de Los Angeles en retour d'un lanceur du nom de Pedro Martinez.
Tout est tombé en place pour le club et en 1994, les Expos étaient en voie de connaître la meilleure saison de leur histoire et le 12 août 1994, les Expos occupaient le premier rang de la division est de la Ligue nationale et possédaient le meilleur dossier du baseball majeur (74-40). L'équipe dirigée par Felipe Alou détenait une avance de six parties sur les Braves d'Atlanta. Cependant, une grève déclenchée par l'Association des joueurs cette journée-là mit fin aux espoirs des Expos d'accéder aux séries pour une première fois depuis 1981. Le conflit conduisit à l'annulation de toutes les activités du baseball majeur pour le reste de la saison. Pour la première fois depuis 1904, la Série Mondiale de baseball n'aura pas lieu.

### Les éternelles reconstructions et l'espoir d'un nouveau stade (1995-1999)
Le conflit au baseball majeur a pris fin le 31 mars 1995 grâce à une ordonnance de la Cour des États-Unis qui rétablit les conditions de travail des joueurs selon l'ancienne convention. Les Expos n'ayant pas les revenus nécessaires pour passer la saison et éviter la faillite, le président Claude Brochu a ordonné au directeur-gérant du club Kevin Malone de se débarrasser, pour des raisons financières, des vedettes de l'édition 1994 soit Larry Walker, John Wetteland, Marquis Grissom et Ken Hill.
Le calendrier 1995 a été écourté à 144 parties et malgré les efforts mis de l'avant pour améliorer le club (acquisitions de Henry Rodríguez et David Segui entre autres), les blessures à des joueurs clés comme Moises Alou et Butch Henry ont sorti l'équipe de la course aux éliminatoires et l'équipe a dû terminer la saison au dernier rang.

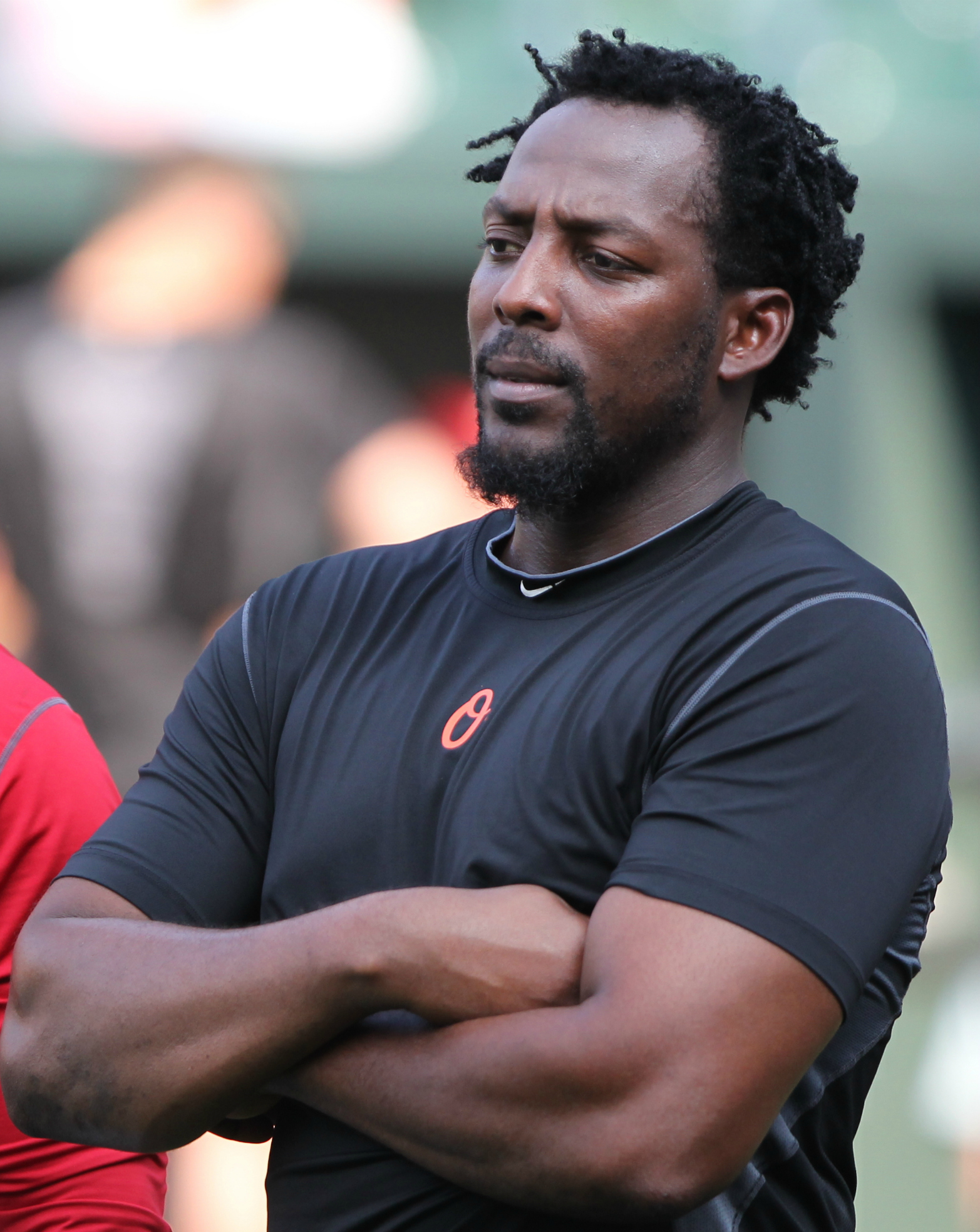
Le joueur étoile Vladimir Guerrero évolue pour les Expos de 1996 à 2003.

En 1996, l'équipe a surpris tous les experts en bataillant jusqu'au 161e match de l'année pour une place en séries éliminatoires. Avec un club composé de laissés-pour-compte comme Henry Rodríguez, Mike Lansing, David Segui, F.P. Santangelo et de jeunes joueurs prometteurs comme Rondell White, Ugueth Urbina, Mark Grudzielanek et l'un des meilleurs lanceurs du baseball majeur, Pedro Martinez, l'équipe a fini la saison avec un dossier de 88 victoires et 74 défaites et à deux matchs du meilleur deuxième.
Le 20 juin 1997, Claude Brochu a convoqué les médias pour annoncer son intention de construire un nouveau stade au centre-ville pour les Expos de Montréal. Pour ce faire, il a sollicité le secteur privé et surtout le gouvernement québécois à investir dans ce controversé projet. Au niveau du terrain, Pedro Martinez a connu une saison de rêve et il est devenu le seul lanceur de l'histoire des Expos à remporter le trophée Cy Young, décerné au meilleur lanceur de la Ligue nationale.
En 1998, la direction des Expos s'est à nouveau départi de ses meilleurs éléments dans le but de reconstruire ultimement l'équipe en vue du déménagement au nouveau Stade, prévu en 2001. Durant ce processus de reconstruction, l'émergence du voltigeur vedette Vladimir Guerrero a généré de l'espoir auprès des partisans en vue de jours meilleurs. En octobre, Claude Brochu quitte la direction de l'équipe à la suite des pressions exercées par les autres actionnaires de l'équipe.
En 1999, les démarches entreprises pour la construction d'un Stade tombent à néant, surtout à la suite du refus catégorique du Gouvernement du Québec d'investir dans le projet. L'assistance au Stade olympique chute à moins de 750 000 spectateurs et malgré une saison extraordinaire de Vladimir Guerrero (42 circuits, 131 points produits), l'équipe a connu une saison de 94 défaites. Le 9 décembre 1999, Jeffrey Loria devient le nouveau commandité et président du club et les espoirs de jours meilleurs reviennent à nouveau.

### L'arrivée de Loria et la fin du parcours (2000-2004)

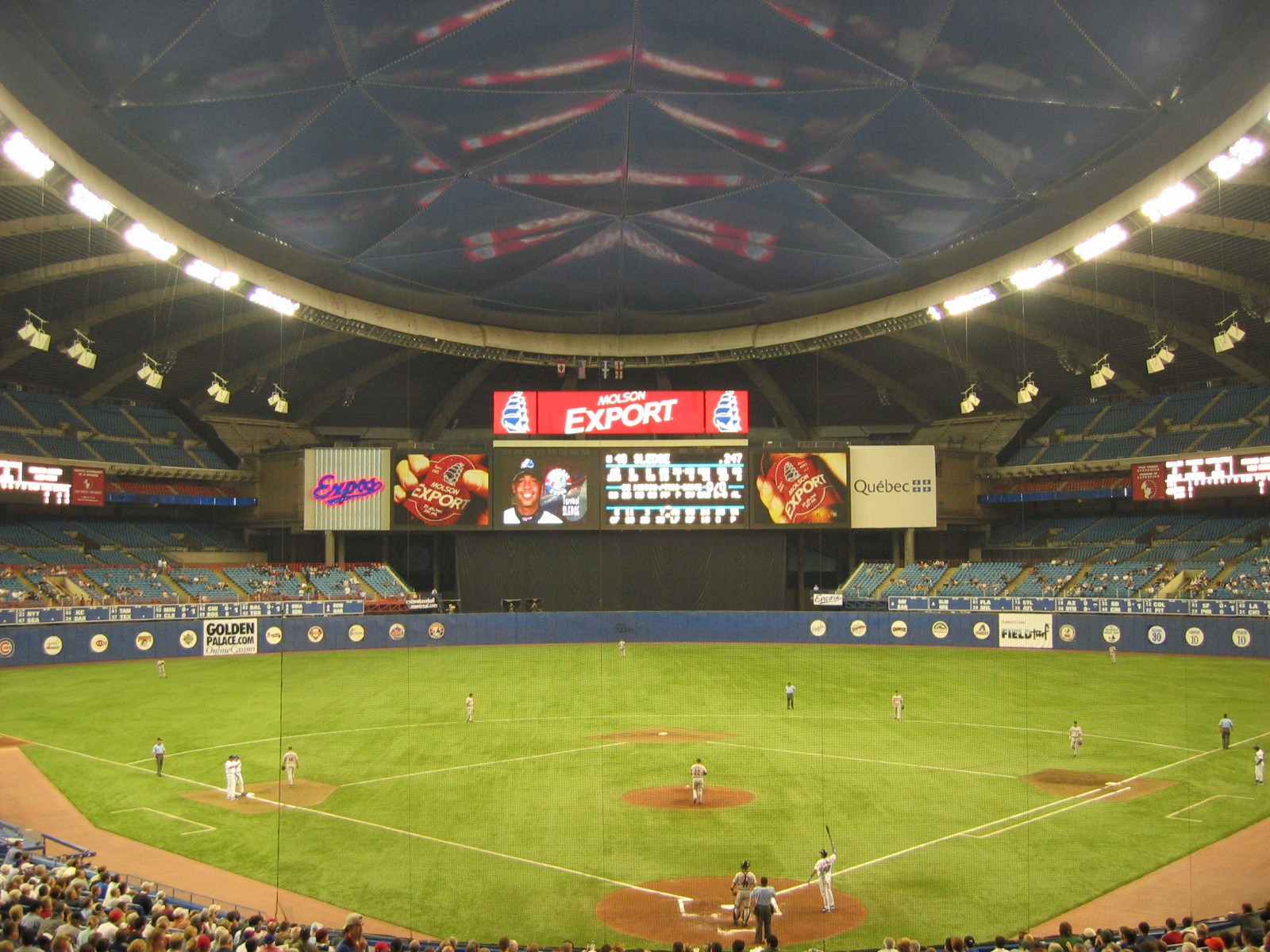
Le 13 août 2004, les Expos accueillent les Astros de Houston au Stade olympique et l'emportent 6-5.

L'arrivée de Jeffrey Loria et de son beau-fils David Samson à la direction du club a généré de nouveaux espoirs auprès des partisans en vue de la construction du stade et la mise en place d'une formation compétitive. Malheureusement, divers facteurs ont fait en sorte que le duo Loria-Samson n'a pas réalisé ses promesses (absence de télévision et de radio anglophone pour la saison 2000, assistance décevante, blessures à des joueurs clés, dollar canadien faible, abandon de l'option d'achat du terrain visant à construire le nouveau stade) et malgré une autre bonne saison de Vladimir Guerrero, la fin semble proche.
Après une autre saison décevante en 2001 (marqué par le congédiement de Felipe Alou) et dans laquelle l'équipe a attiré le moins de spectateurs dans une saison (642 748), la Ligue majeure de baseball tenta de dissoudre l'équipe, mais en prit plutôt le contrôle en 2002. Tony Tavares (président), Omar Minaya (directeur-gérant) et Frank Robinson (gérant) ont pris les rênes de l'équipe à la demande de la Ligue majeure de baseball, le temps de relocaliser la concession vers une autre ville.
En 2002, l'équipe a surpris les experts avec un dossier de 83 victoires et 79 défaites. Pour supporter la vedette de l'équipe Vladimir Guerrero, les Expos pouvaient compter sur l'émergence d'excellents joueurs dont le deuxième-but Jose Vidro, l'arrêt-court Orlando Cabrera, le voltigeur Brad Wilkerson, le receveur Michael Barrett et le lanceur Javier Vazquez. En juin, l'équipe a joué le tout pour le tour et le directeur-gérant Omar Minaya a acquis les services de l'excellent lanceur Bartolo Colon, dans une transaction qui rappelle celle de Mark Langston en 1989. Vladimir Guerrero a failli devenir le 3e joueur de l'histoire à frapper 40 circuits et voler 40 buts en une saison mais il lui a manqué un seul circuit à la fin de la saison pour accomplir cet exploit.
En 2003, la Ligue majeure de baseball a forcé les Expos à disputer 22 matchs locaux à Porto Rico et ce dans le but de générer davantage de revenus. À la fin du mois d'août, les Expos ont balayé une série de quatre parties contre les Phillies de Philadelphie au Stade olympique dans une ambiance qui rappelait les belles années des Expos. À égalité en tête de la course du meilleur deuxième à la suite de cette série, l'équipe a ensuite perdu les sept parties suivantes (dont quatre de suite en Floride) et les espoirs d'une participation aux séries se sont dissipés.
Avant la saison 2004, le joueur vedette Vladimir Guerrero a signé une entente comme joueur autonome avec les Angels d'Anaheim. Son départ a forcé la main du club à mettre d'autres joueurs sous contrat dont Carl Everett, Tony Batista et Nick Johnson. Toutefois, le départ de Guerrero a pesé lourd dans la balance et les Expos ont connu une autre année de misère.
Le 29 septembre 2004, la Ligue majeure de baseball annonça officiellement le déménagement de la franchise des Expos à Washington pour 2005. Le même jour, les Expos jouèrent leur dernier match à domicile, perdant 9-1 contre les Marlins de la Floride, devant 31 395 spectateurs au Stade olympique. Le 3 octobre 2004, les Expos jouèrent le dernier match de leur histoire au Shea Stadium contre les Mets de New York et perdirent 8-1. Endy Chavez constituera le dernier retrait de l'histoire des Expos, un faible roulant au deuxième but. Tout avait commencé au stade Shea, en 1969. C'est dans ce même stade que tout se termina.
Après la retraite de Maicer Izturis en 2016, Bartolo Colon est devenu le dernier Expo en Ligue majeure de baseball, jusqu'à sa retraite en  2018.
De 1969 à 2004, ils ont disputé 5 698 matchs et connu 2 755 victoires, mais n'ont jamais remporté le championnat mondial. Durant cette période, près de 49 millions de spectateurs ont assisté à leurs matchs à domicile.

## Records de franchise

### Records individuels
Au bâton
Circuits
- Vladimir Guerrero - 234
- Andre Dawson - 225
- Gary Carter - 220
- Tim Wallach - 204
- Bob Bailey - 118
- Andres Galarraga - 115
- Jose Vidro - 101
- Rondell White - 101
- Larry Parrish - 100
- Larry Walker - 99

Points produits
- Tim Wallach - 905
- Andre Dawson - 838
- Gary Carter - 823
- Vladimir Guerrero - 702
- Tim Raines - 556
- Andres Galarraga - 473
- Jose Vidro - 471
- Bob Bailey - 466
- Larry Parrish - 444
- Hubie Brooks - 390

Moyenne au bâton
- Vladimir Guerrero - .323
- Jose Vidro - .304
- Tim Raines - .301
- Rusty Staub - .295
- Rondell White - .293
- Moises Alou - .292
- Ellis Valentine - .288
- Ken Singleton - .285
- Larry Walker - .281
- Tony Perez - .281

Coups sûrs
- Tim Wallach - 1 694
- Tim Raines - 1 622
- Andre Dawson - 1 575
- Gary Carter - 1 427
- Vladimir Guerrero - 1 215
- Warren Cromartie - 1 063
- Jose Vidro - 1 061
- Andres Galarraga - 906
- Larry Parrish - 896
- Orlando Cabrera - 877

Buts volés
- Tim Raines - 635
- Marquis Grissom - 266
- Andre Dawson - 253
- Delino Deshields - 187
- Rodney Scott - 139
- Otis Nixon - 133
- Vladimir Guerrero - 123
- Larry Walker - 98
- Ron LeFlore - 97
- Mike Lansing - 96
- Mitch Webster - 96

Au monticule
Victoires
- Steve Rogers - 158
- Dennis Martinez - 100
- Bryn Smith - 81
- Bill Gullickson - 72
- Steve Renko - 68
- Javier Vázquez - 64
- Jeff Fassero - 58
- Scott Sanderson - 56
- Charlie Lea - 55
- Pedro Martinez - 55

Parties sauvegardées
- Jeff Reardon - 152
- Ugueth Urbina - 125
- Mel Rojas - 109
- John Wetteland - 105
- Tim Burke - 101
- Mike Marshall - 75
- Woodie Fryman - 52
- Rocky Biddle - 45
- Dale Murray - 33
- Elias Sosa - 30

Moyenne de points mérités
- Tim Burke - 2.61
- Jeff Reardon - 2.84
- Ken Hill - 3.04
- Dennis Martinez - 3.06
- Pedro Martinez - 3.06
- Dan Schatzeder - 3.09
- Mel Rojas - 3.11
- Steve Rogers - 3.17
- Jeff Fassero - 3.20
- Woodie Fryman - 3.24

Retraits au bâton
- Steve Rogers - 1 621
- Javier Vazquez - 1 076
- Dennis Martinez - 973
- Pedro Martinez - 843
- Bryn Smith - 838
- Bill Stoneman - 831
- Steve Renko - 810
- Jeff Fassero - 750
- Bill Gullickson - 678
- Scott Sanderson - 603

## Trophées et honneurs individuels

### Les Expos au Temple de la renommée
- Gary Carter : receveur, a joué pour les Expos de 1974 à 1984 ainsi qu'en 1992. Élu au Temple en 2003. Ayant aussi longtemps évolué pour les Mets de New York, il a choisi de porter la casquette des Expos sur les photos officielles du Temple de la renommée, Gary Carter, Andre Dawson et Tim Raines sont les seuls anciens membres de l'équipe montréalaise à porter les couleurs du club au Panthéon du baseball.
- Andre Dawson, voltigeur de droite, a joué pour les Expos de 1976 à 1986. Élu au Temple en 2010.
- Vladimir Guerrero, a joué au champ droit pour les Expos de 1996 à 2003 et est élu au Temple de la renommée en 2018, mais choisira de porter les couleurs des Angels de Los Angeles.
- Pedro Martínez, lanceur, a joué pour les Expos de 1994 à 1997. Élu au Temple en 2015.
- Tim Raines, voltigeur, a joué pour les Expos de 1979 à  1990, puis en 2002. Élu au Temple à sa dixième et dernière tentative en 2017. Il a choisi de porter les couleurs des Expos devenant le troisième joueur à le faire.
- Tony Perez, premier-but, a joué pour les Expos de 1977 à 1979. Élu au Temple en 2000.
- Larry Walker, voltigeur de droite, a joué pour les Expos de 1989 à 1994. Élu au Temple en 2020[6].
- Frank Robinson, gérant des Expos de 2002 à 2004. Avait été élu au Temple en 1982 à l'issue de sa carrière comme joueur dans les Ligues majeures.
- Dick Williams, gérant des Expos de 1977 à 1981. Élu au Temple à la fin de 2007 et intronisé officiellement en 2008.

### Numéros retirés
- 8 : Gary Carter
- 10 : Andre Dawson et Rusty Staub
- 30 : Tim Raines
- 42 : Jackie Robinson (retiré par la ligue)

### Autres trophées et honneurs
| - Trophée Cy Young - Pedro Martínez (1997) - Recrue de l'année - Carl Morton (1970) - Andre Dawson (1977) - Gérant de l'année (remis depuis 1983) - Buck Rodgers (1987) - Felipe Alou (1994) - Gant doré - Receveur : Gary Carter (1980, 1981, 1982) - Premier but : Mike Jorgensen (1973), Andrés Galarraga (1989, 1990) - Troisième but : Tim Wallach (1985, 1988, 1990) - Arrêt-court : Orlando Cabrera (2001) - Champ extérieur : Ellis Valentine (1978), Andre Dawson (1980 à 1985), Larry Walker (1992, 1993), Marquis Grissom (1993, 1994) - Bâton d'argent (décerné depuis 1980) : - Lanceur : Liván Hernández (2004) - Receveur : Gary Carter (1981, 1982, 1984) - Premier but : Al Oliver (1982), Andrés Galarraga (1988) - Deuxième but : José Vidro (2003) - Troisième but : Tim Wallach (1985, 1987) - Arrêt-court : Hubie Brooks (1985, 1986), Wil Cordero (1994) - Champ extérieur : Andre Dawson (1980, 1981, 1983), Tim Raines (1986), Larry Walker (1992), Moisés Alou (1994), Vladimir Guerrero (1999, 2000, 2002) - Joueur par excellence du match des étoiles - Gary Carter (1981 à Cleveland et 1984 à San Francisco) - Tim Raines (1987 à Oakland) |  | - Joueur du mois - Gary Carter, septembre 1980 - Tim Wallach, mai 1982 - Al Oliver, juin 1982 - Andre Dawson, juin 1983 - Hubie Brooks, mai 1986 - Vladimir Guerrero, juillet 1998, août 1999, avril 2000, avril 2002, août 2003 - Lanceur du mois (honneur décerné depuis 1975) - Ross Grimsley, avril 1978 - Charlie Lea, mai 1981 - Steve Rogers, avril 1982 - Jeff Reardon, mai 1986 - Floyd Youmans, juillet 1987 - Pascual Pérez, septembre 1987 - Mark Langston, juillet 1989 - Dennis Martinez, juillet 1991, août 1992 - Chris Nabholz, septembre 1991 - Ken Hill, avril 1993 - John Wetteland, septembre 1993 - Jeff Fassero, juin 1996, juillet 1996 - Pedro Martínez, août 1997 - Javier Vázquez, août 2001 - Liván Hernández, juillet 2003 - Recrue du mois (honneur décerné depuis 2001) - Endy Chávez, septembre 2002 - Terrmel Sledge, mai 2004 - Joueur de la semaine - Liván Hernández, 7 au 13 juillet 2003 - Vladimir Guerrero, 25 au 30 août 2003 - Nick Johnson, 8 au 15 août 2004 - Tony Batista, 13 au 19 septembre 2004 |

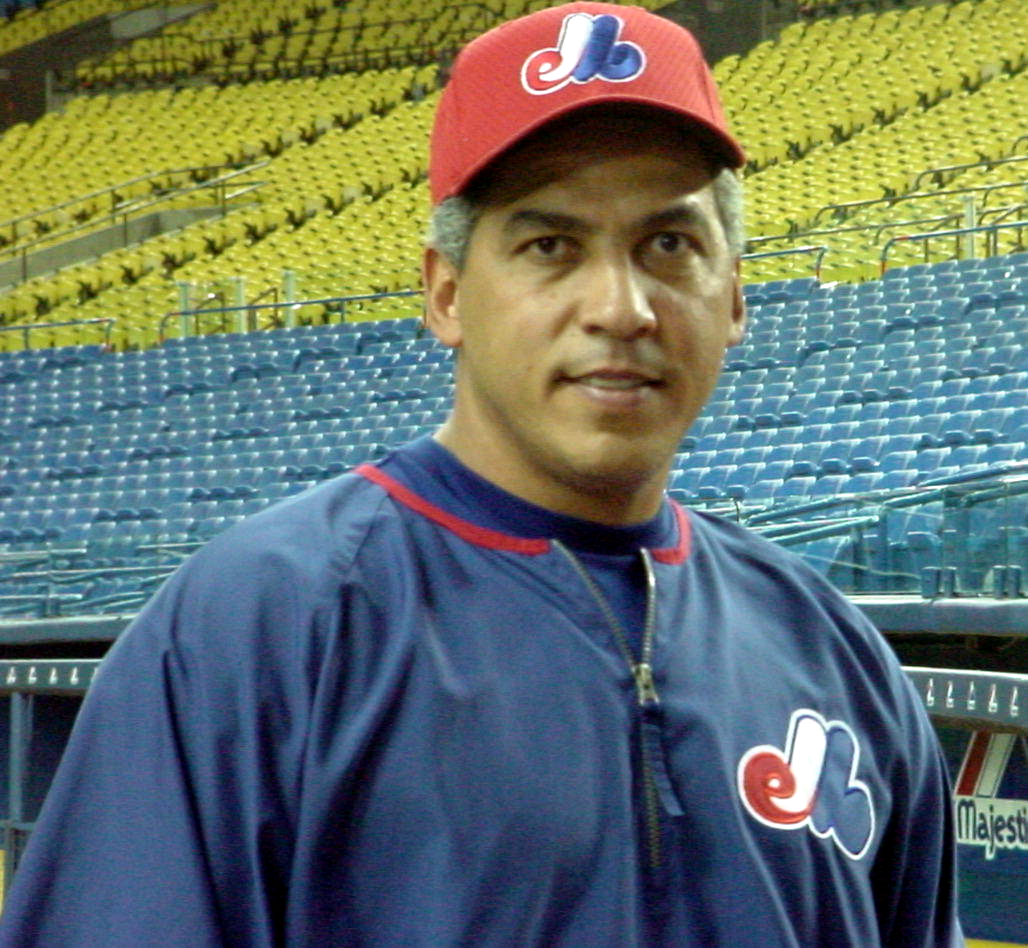
Joueur de l'année chez les Expos en 1988, le premier but Andrés Galarraga a représenté l'équipe au match des étoiles la même année et a gagné à Montréal ses deux Gants dorés et l'un de ses Bâtons d'argent.

## Gérants
Liste complète et statistiques des gérants des Expos de Montréal :
| Années          | Gérant         | Fiche en saison régulière | Fiche en saison régulière | Fiche en saison régulière | Fiche en saison régulière |        |
| Années          | Gérant         | Matchs                    | Victoires                 | Défaites                  | % Vic.                    |        |
| --------------- | -------------- | ------------------------- | ------------------------- | ------------------------- | ------------------------- | ------ |
| 1969-1975       | Gene Mauch     | 1 126                     | 499                       | 627                       | , 443                     | [ 7 ]  |
| 1976            | Karl Kuehl     | 128                       | 43                        | 85                        | , 336                     | [ 8 ]  |
| 1976            | Charlie Fox    | 34                        | 12                        | 22                        | , 353                     | [ 9 ]  |
| 1977-1981       | Dick Williams  | 727                       | 380                       | 347                       | , 523                     | [ 10 ] |
| 1981-1982, 1984 | Jim Fanning    | 219                       | 116                       | 103                       | , 530                     | [ 11 ] |
| 1983-1984       | Bill Virdon    | 293                       | 146                       | 147                       | , 498                     | [ 12 ] |
| 1985-1991       | Buck Rodgers   | 1 019                     | 520                       | 499                       | , 510                     | [ 13 ] |
| 1991-1992       | Tom Runnells   | 149                       | 68                        | 81                        | , 456                     | [ 14 ] |
| 1992-2001       | Felipe Alou    | 1 408                     | 691                       | 717                       | , 491                     | [ 15 ] |
| 2001            | Jeff Torborg   | 109                       | 47                        | 62                        | , 431                     | [ 16 ] |
| 2002-2004       | Frank Robinson | 486                       | 233                       | 253                       | , 479                     | [ 17 ] |

## Propriétaires
- Charles Bronfman (1969-1991)
- Claude Brochu (1991-1999)
- Jeffrey Loria (1999-2002)
- Baseball majeur (2002-2004)

## Mascottes

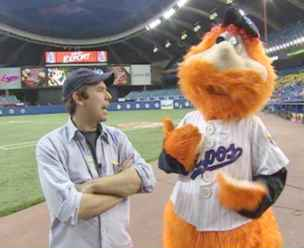
Youppi! et un partisan de baseball au Stade olympique de Montréal.

En 1978, peu après leur arrivée au Stade olympique, les Expos suivent l'exemple déjà concluant des Padres de San Diego et des Phillies de Philadelphie, deux clubs ayant présenté à leur public, quelques années plus tôt, des mascottes devenues très populaires : le Chicken (en) et Phillie Phanatic (en), respectivement. Le public montréalais voit donc apparaître dans les estrades du Stade Olympique un personnage futuriste : Souki. La première mascotte des Expos aurait été inspirée par les jeunes enfants du propriétaires Charles Bronfman, fans de l'univers tout nouveau de Star Wars. L'entrée en scène de Souki est loin d'être un succès : le longiline personnage, sorte d'astronaute en uniforme des Expos avec une tête démesurée en forme de balle de baseball, n'est pas du tout populaire et terrorise même les enfants. Il est vite relégué aux oubliettes.
C'est ainsi qu'apparaît, pour la première fois en mai 1979, Youppi!. Le gros personnage orange est un coup de génie de la part de la division marketing des Expos de Montréal. Il leur est d'une utilité remarquable lors des diverses promotions à l'extérieur du Stade et lors d'activités charitables. Durant les matchs, les pitreries de Youppi! et surtout son habitude de se moquer des arbitres lui causent certains problèmes. Il était notamment détesté par le président du club, John McHale, qui n'appréciait guère la présence de mascottes dans les stades de baseball. Le 23 août 1989, Youppi! devient la première mascotte en Amérique du Nord à être expulsé d'un match de sport professionnel : le gérant des Dodgers de Los Angeles, Tommy Lasorda, se plaint que les cabrioles que la mascotte des Expos fait sur l'abri des joueurs de son équipe ennuient ses troupes, et l'arbitre ordonne à Youppi! de quitter les abords du terrain.
La création de Youppi! est attribuée à Roger D. Landry, à l'époque responsable du marketing de l'équipe, qui aurait trouvé le nom du personnage avec le concours de Rodger Brulotte.
Youppi! demeure la mascotte des Expos de Montréal jusqu'au tout dernier match local, le 29 septembre 2004. L'apparence de la mascotte est toujours demeurée la même durant les années d'existence des Expos, hormis la chemise et la casquette, qui ont été adaptées lorsque l'équipe a changé ses uniformes en 1992. Considérée comme partie de l'héritage sportif québécois, la mascotte ne suit pas la franchise à Washington en 2005. Elle devient finalement à partir de la saison 2005-2006 de la Ligue nationale de hockey la mascotte des Canadiens de Montréal. En plus d'être la première mascotte de cette franchise centenaire, Youppi! est la première mascotte du sport canadien et nord-américain à passer d'une ligue professionnelle à une autre.
Youppi! fait partie du musée du Temple de la renommée du baseball à Cooperstown, New York, où il rejoint le San Diego Chicken et Philly Phanatic[réf. nécessaire].

## Radiodiffusion et télédiffusion
- Radio-Canada (1969 à 1999)
- CBC (1969 à 1988)
- TSN (1984 à 1999, 2001)
- CTV (1989 à 1993)
- RDS (1989 à 1999, 2001 à 2004)
- TQS (1995 à 1998)
- Score (2004)
- CKLM (1969 à 1971)
- CKAC (1972 à 2003)
- 98,5 (2004)

## Résultats par saison, assistances et joueurs de l'année
| Saison | V  | D   | %     | Pos. | Diff. | Joueur de l'année         | Assistance | Ass. moyenne |
| ------ | -- | --- | ----- | ---- | ----- | ------------------------- | ---------- | ------------ |
| 1969   | 52 | 110 | , 321 | 6e   | 48,0  | Rusty Staub               | 1 212 608  | 14 970       |
| 1970   | 73 | 89  | , 451 | 6e   | 16,0  | Carl Morton               | 1 424 683  | 17 809       |
| 1971   | 71 | 90  | , 441 | 5e   | 25,5  | Mike Marshall             | 1 290 963  | 16 137       |
| 1972   | 70 | 86  | , 449 | 5e   | 26,5  | Ron Hunt                  | 1 142 145  | 14 643       |
| 1973   | 79 | 83  | , 488 | 4e   | 3,5   | Mike Marshall             | 1 246 863  | 15 393       |
| 1974   | 79 | 82  | , 491 | 4e   | 8,5   | Willie Davis              | 1 019 134  | 12 739       |
| 1975   | 75 | 87  | , 463 | 5e   | 17,5  | Gary Carter               | 908 292    | 11 213       |
| 1976   | 55 | 107 | , 340 | 6e   | 46,0  | Woodie Fryman             | 646 704    | 8 084        |
| 1977   | 75 | 87  | , 463 | 5e   | 26,0  | Gary Carter               | 1 433 757  | 17 701       |
| 1978   | 76 | 86  | , 469 | 4e   | 14,0  | Ross Grimsley             | 1 427 007  | 17 838       |
| 1979   | 95 | 65  | , 594 | 2e   | 2,0   | Larry Parrish             | 2 102 173  | 25 953       |
| 1980   | 90 | 72  | , 556 | 2e   | 1,0   | Gary Carter               | 2 208 175  | 27 602       |
| 1981   | 60 | 48  | , 556 | 1er  | —     | Andre Dawson              | 1 534 564  | 27 403       |
| 1982   | 86 | 76  | , 531 | 3e   | 6,0   | Al Oliver                 | 2 318 292  | 28 621       |
| 1983   | 82 | 80  | , 506 | 3e   | 8,0   | Andre Dawson / Tim Raines | 2 320 651  | 28 650       |
| 1984   | 78 | 83  | , 484 | 5e   | 18,0  | Gary Carter               | 1 606 531  | 19 834       |
| 1985   | 84 | 77  | , 522 | 3e   | 16,5  | Tim Raines                | 1 502 494  | 18 549       |
| 1986   | 78 | 83  | , 484 | 4e   | 29,5  | Tim Raines                | 1 128 981  | 14 112       |
| 1987   | 91 | 71  | , 562 | 3e   | 4,0   | Tim Wallach               | 1 850 324  | 22 844       |
| 1988   | 81 | 81  | , 500 | 3e   | 20,0  | Andrés Galarraga          | 1 478 659  | 18 255       |
| 1989   | 81 | 81  | , 500 | 4e   | 12,0  | Tim Wallach               | 1 783 533  | 22 019       |
| 1990   | 85 | 77  | , 525 | 3e   | 10,0  | Tim Wallach               | 1 373 087  | 16 952       |
| 1991   | 71 | 90  | , 441 | 6e   | 26,5  | Dennis Martinez           | 934 742    | 13 746       |
| 1992   | 87 | 75  | , 537 | 2e   | 9,0   | Larry Walker              | 1 669 127  | 20 607       |
| 1993   | 94 | 68  | , 580 | 2e   | 3,0   | Marquis Grissom           | 1 641 437  | 20 265       |
| 1994   | 74 | 40  | , 649 | 1er  | —     | Moisés Alou               | 1 276 250  | 24 543       |
| 1995   | 66 | 78  | , 458 | 5e   | 24,0  | David Segui               | 1 309 618  | 18 189       |
| 1996   | 88 | 74  | , 543 | 2e   | 8,0   | Henry Rodríguez           | 1 616 709  | 19 959       |
| 1997   | 78 | 84  | , 481 | 4e   | 23,0  | Pedro Martínez            | 1 497 609  | 18 489       |
| 1998   | 65 | 97  | , 401 | 4e   | 41,0  | Vladimir Guerrero         | 914 909    | 11 295       |
| 1999   | 68 | 94  | , 420 | 4e   | 35,0  | Vladimir Guerrero         | 773 277    | 9 547        |
| 2000   | 67 | 95  | , 414 | 4e   | 28,0  | Vladimir Guerrero         | 926 272    | 11 435       |
| 2001   | 68 | 94  | , 420 | 5e   | 20,0  | Orlando Cabrera           | 642 745    | 7 935        |
| 2002   | 83 | 79  | , 512 | 2e   | 19,0  | Vladimir Guerrero         | 812 045    | 10 025       |
| 2003   | 83 | 79  | , 512 | 4e   | 18,0  | Orlando Cabrera           | 1 025 639  | 12 662       |
| 2004   | 67 | 95  | , 414 | 5e   | 29,0  | Liván Hernández           | 749 550    | 9 369        |

## Affiliations en ligues mineures
Niveau AAA :
| Club-école             | Ligue                         | Année(s)  | Ville                           | Pays                   |
| ---------------------- | ----------------------------- | --------- | ------------------------------- | ---------------------- |
| Mounties de Vancouver  | Ligue de la côte du Pacifique | 1969      | Vancouver, Colombie-Britannique | Drapeau du Canada      |
| Bisons de Buffalo      | Ligue internationale          | 1970      | Buffalo, New York               | Drapeau des États-Unis |
| Winnipeg Whips         | Ligue internationale          | 1970-1971 | Winnipeg, Manitoba              | Drapeau du Canada      |
| Peninsula Whips        | Ligue internationale          | 1972-1973 | Hampton Roads, Virginie         | Drapeau des États-Unis |
| Memphis Blues          | Ligue internationale          | 1974-1975 | Memphis, Tennessee              | Drapeau des États-Unis |
| Bears de Denver        | Association américaine        | 1976-1981 | Denver, Colorado                | Drapeau des États-Unis |
| Aeros de Wichita       | Association américaine        | 1982-1983 | Wichita, Kansas                 | Drapeau des États-Unis |
| Indians d'Indianapolis | Association américaine        | 1984-1992 | Indianapolis, Indiana           | Drapeau des États-Unis |
| Lynx d'Ottawa          | Ligue internationale          | 1993-2002 | Ottawa, Ontario                 | Drapeau du Canada      |
| Trappers d'Edmonton    | Ligue de la côte du Pacifique | 2003-2004 | Edmonton, Alberta               | Drapeau du Canada      |

Niveau AA :
| Club-école             | Ligue           | Année(s)   | Ville                    | Pays                   |
| ---------------------- | --------------- | ---------- | ------------------------ | ---------------------- |
| Suns de Jacksonville   | Southern League | 1970, 1984 | Jacksonville, Floride    | Drapeau des États-Unis |
| Carnavals de Québec    | Ligue Eastern   | 1971-1975  | Québec, Québec           | Drapeau du Canada      |
| Métros de Québec       | Ligue Eastern   | 1976-1977  | Québec, Québec           | Drapeau du Canada      |
| Memphis Chicks         | Southern League | 1978-1983  | Memphis, Tennessee       | Drapeau des États-Unis |
| Expos de Jacksonville  | Southern League | 1985-1990  | Jacksonville, Floride    | Drapeau des États-Unis |
| Senators de Harrisburg | Ligue Eastern   | 1991-2004  | Harrisburg, Pennsylvanie | Drapeau des États-Unis |

Niveau A :
| Club-école               | Ligue                 | Année(s)   | Ville                          | Pays                   |
| ------------------------ | --------------------- | ---------- | ------------------------------ | ---------------------- |
| Expos de West Palm Beach | Florida State League  | 1969-1997  | West Palm Beach, Floride       | Drapeau des États-Unis |
| Expos de Kinston         | Carolina League       | 1974       | Kinston, Caroline du Nord      | Drapeau des États-Unis |
| Expos de San Jose        | California League     | 1982       | San José, Californie           | Drapeau des États-Unis |
| Expos de Gastonia        | South Atlantic League | 1983-1984  | Hickory, Caroline du Nord      | Drapeau des États-Unis |
| Expos de Burlington      | Southern League       | 1986-1987  | Burlington, Iowa               | Drapeau des États-Unis |
| Expos de Rockford        | Midwest League        | 1988-1992  | Rockford, Illinois             | Drapeau des États-Unis |
| Flyers de Sumter         | South Atlantic League | 1991       | Albany, Géorgie                | Drapeau des États-Unis |
| Polecats d'Albany        | South Atlantic League | 1992, 1995 | Albany, Géorgie                | Drapeau des États-Unis |
| Bees de Burlington       | Midwest League        | 1993-1994  | Burlington, Iowa               | Drapeau des États-Unis |
| Delmarva Shorebirds      | South Atlantic League | 1996       | Salisbury, Maryland            | Drapeau des États-Unis |
| Cape Fear Crocs          | South Atlantic League | 1997-2000  | Fayetteville, Caroline du Nord | Drapeau des États-Unis |
| Hammerheads de Jupiter   | Florida State League  | 1998-2001  | Jupiter, Floride               | Drapeau des États-Unis |
| LumberKings de Clinton   | Midwest League        | 2002-2004  | Clinton, Iowa                  | Drapeau des États-Unis |
| Brevard County Manatees  | Midwest League        | 2002-2004  | Viera, Floride                 | Drapeau des États-Unis |
| Sand Gnats de Savannah   | South Atlantic League | 2003-2004  | Savannah, Géorgie              | Drapeau des États-Unis |

Niveau A (saison courte) :
| Club-école           | Ligue                  | Année(s)  | Ville                    | Pays                   |
| -------------------- | ---------------------- | --------- | ------------------------ | ---------------------- |
| Expos de Watertown   | Northern League        | 1970-1971 | Watertown, Dakota du Sud | Drapeau des États-Unis |
| Falcons de Jamestown | New York - Penn League | 1970-1972 | Jamestown, New York      | Drapeau des États-Unis |
| Expos de Jamestown   | New York - Penn League | 1977-1983 | Jamestown, New York      | Drapeau des États-Unis |
| Expos du Vermont     | New York - Penn League | 1994-2004 | Burlington, Vermont      | Drapeau des États-Unis |

Ligue des recrues :
| Club-école          | Ligue                     | Année(s)                      | Ville(s) | Pays                   |
| ------------------- | ------------------------- | ----------------------------- | --- | ---------------------- |
| GCL Expos           | Gulf Coast League         | 1969-1970 1974 1977 1986-2004 | Sarasota, Floride (1969-1970, 1974, 1977), Bradenton, Floride (1970, 1986-1991, 2000), West Palm Beach, Floride (1992-1997), Jupiter, Floride (1998-1999, 2001), Melbourne, Floride (2002-2004) | Drapeau des États-Unis |
| Expos de Cocoa      | Florida East Coast League | 1972                          | Cocoa, Floride | Drapeau des États-Unis |
| Expos de Lethbridge | Pioneer League            | 1975-1976                     | Lethbridge, Alberta | Drapeau du Canada      |
| Expos de Calgary    | Pioneer League            | 1979-1984                     | Calgary, Alberta | Drapeau du Canada      |

## Annexe